# Gelgaudiškis
Gelgaudiškis je město v Litvě v Marijampolském kraji. V roce 2017 zde žilo 1627 obyvatel. V první polovině 19. století zde byl vystavěn klasicistní zámek.
Město se rozkládá v nížině řeky Němen, která protéká při jeho severním okraji. Přitom nadmořská výška území je zhruba 50 m.
Marijampole, hlavní město kraje, je vzdáleno přibližně 75 km směrem na jih.

## Sport
- FK Gelgaudiškis fotbalový klub;